# سیارک ۲۵۶۴۲
سیارک ۲۵۶۴۲ (به انگلیسی: 25642 Adiseshan، نامگذاری:2000AW65)۲۵۶۴۲مین سیارک کشف شده‌است که در ۰۴ ژانویه ۲۰۰۰ کشف شد.